# Костел

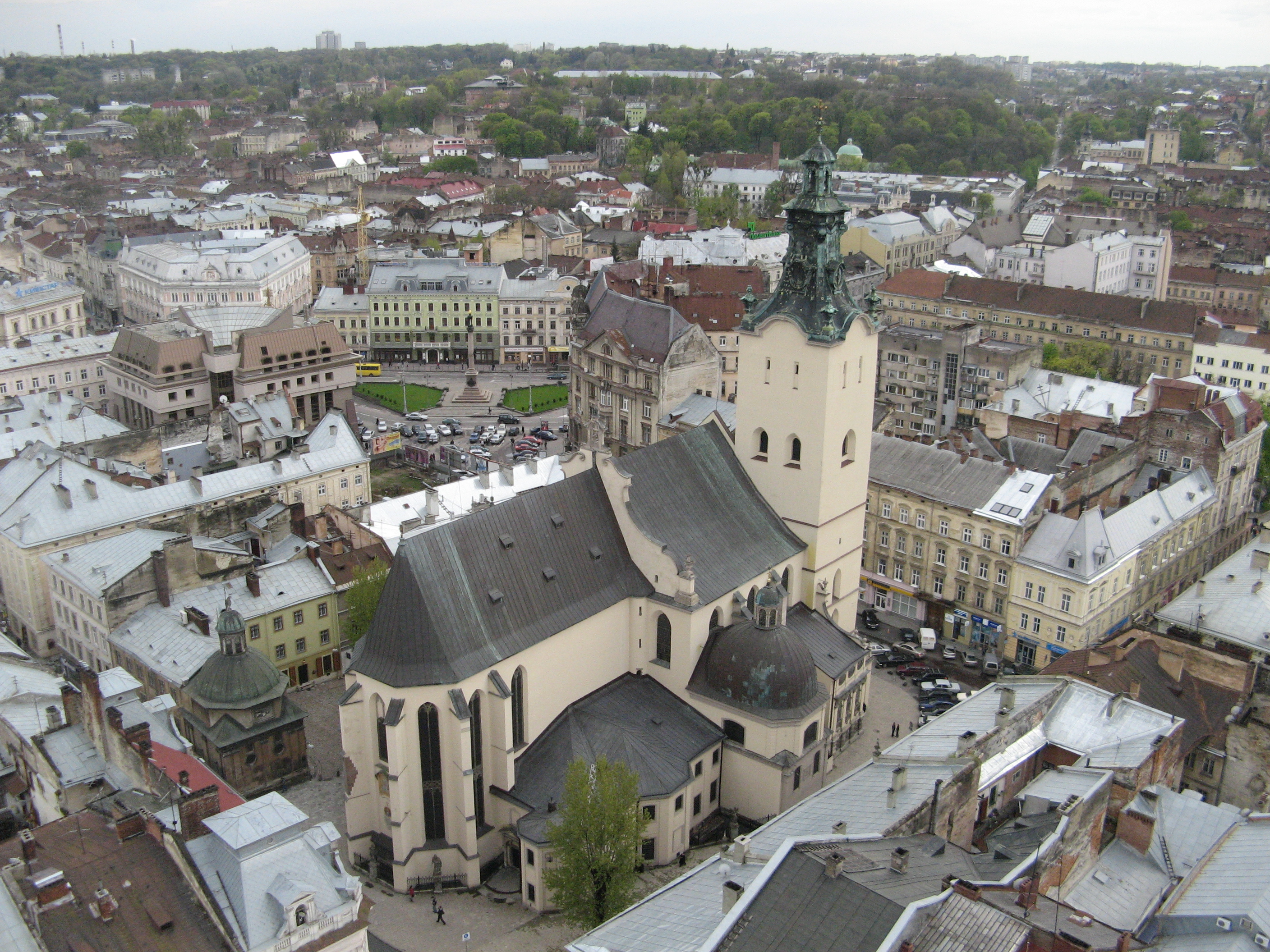
Львівський латинський собор

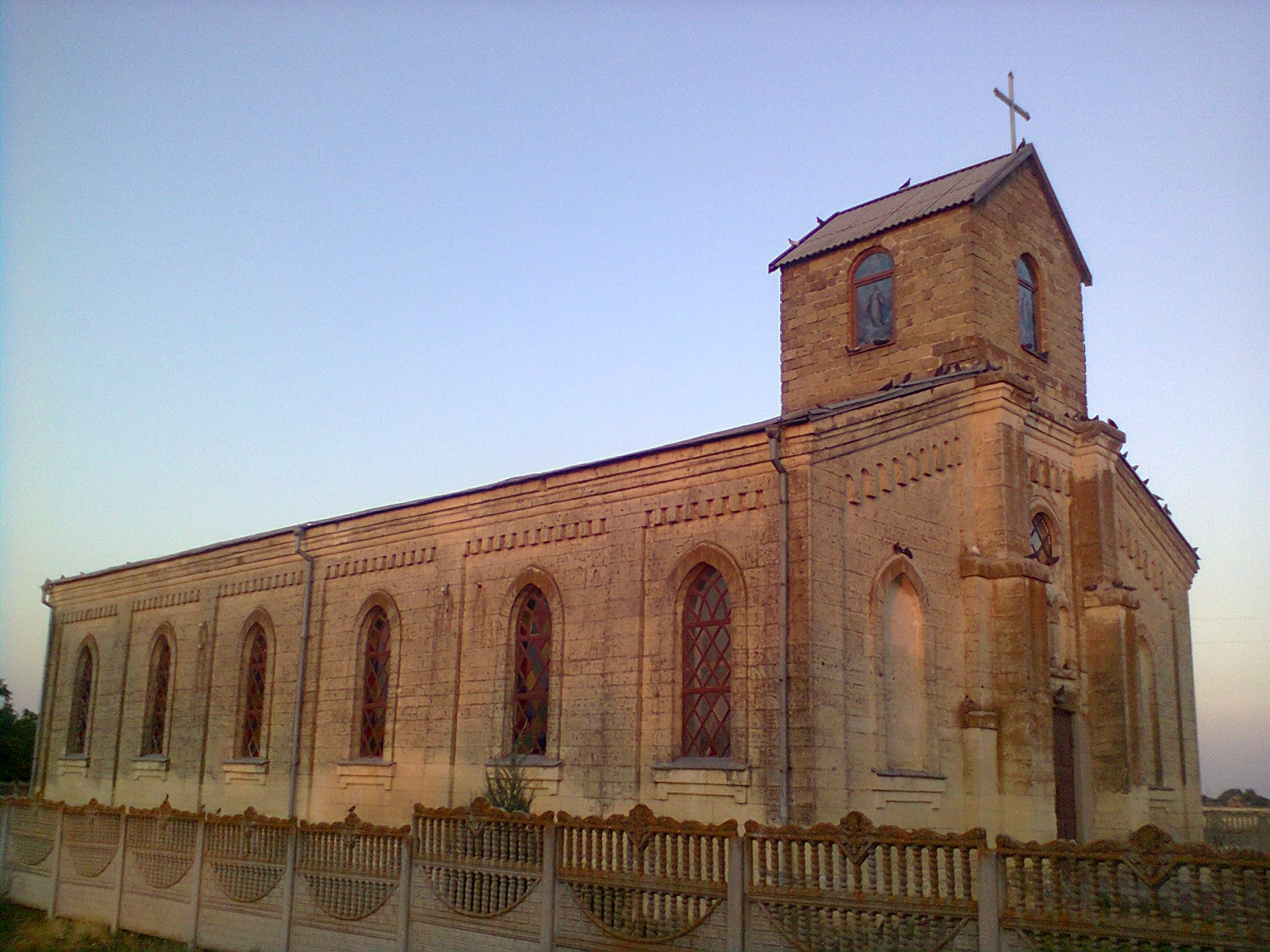
Костел Внебовзяття Пресвятої Діви Марії у с. Новопетрівка Нижньосірогозького району Херсонської області

Косте́л, або костьо́л (чеськ. kostel, словац. kostol, пол. kościół, біл. касцёл, рос. костёл) — в Україні поширена назва римсько-католицьких храмів. Слово kościół походить (ймовірно через посередництво старочеського слова kostel) від лат. castellum — «укріплене місце», «замок».

## Дерев'яні костели

### України
Широке використання дерева в будівництві було логічним і в побудові костелів. Зазвичай дерев'яний костел передував побудові костелу з цегли і каменю, про що свідчать історичні джерела XIV–XVII–XVIII століть. Заміна дерев'яних костелів на кам'яні і цегельні обумовила масове знищення костелів із дерева. Доклали до цього свій страшний внесок і пожежі, і війни, і недбалість людей. Незначна кількість дерев'яних костелів України, що дивом дійшли до ХХІ століття, потребує негайного рятування і перевезення в музеї дерев'яної архітектури, що вже існують у Львові, Києві тощо.

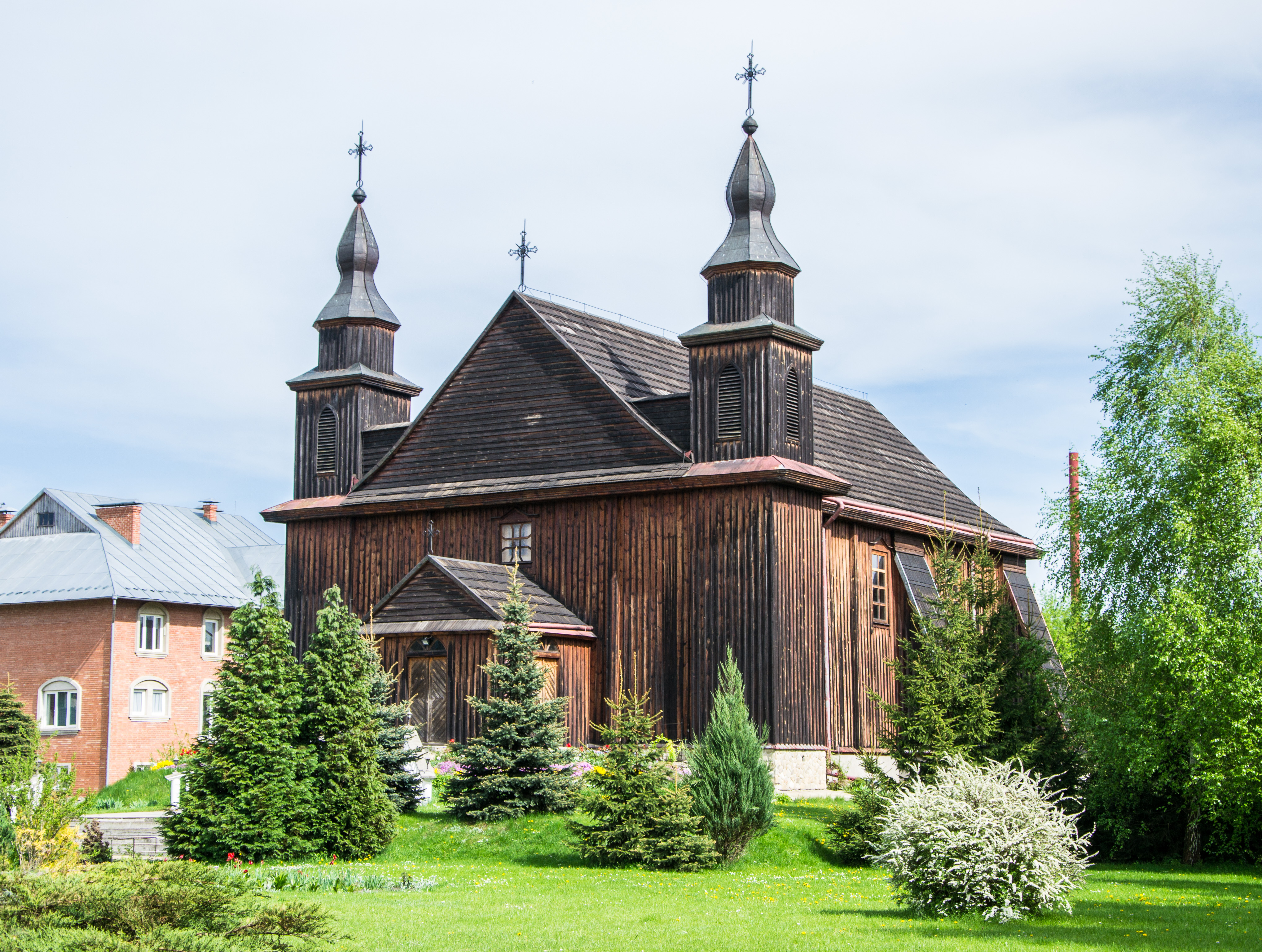
Костел святої Анни (Ковель).
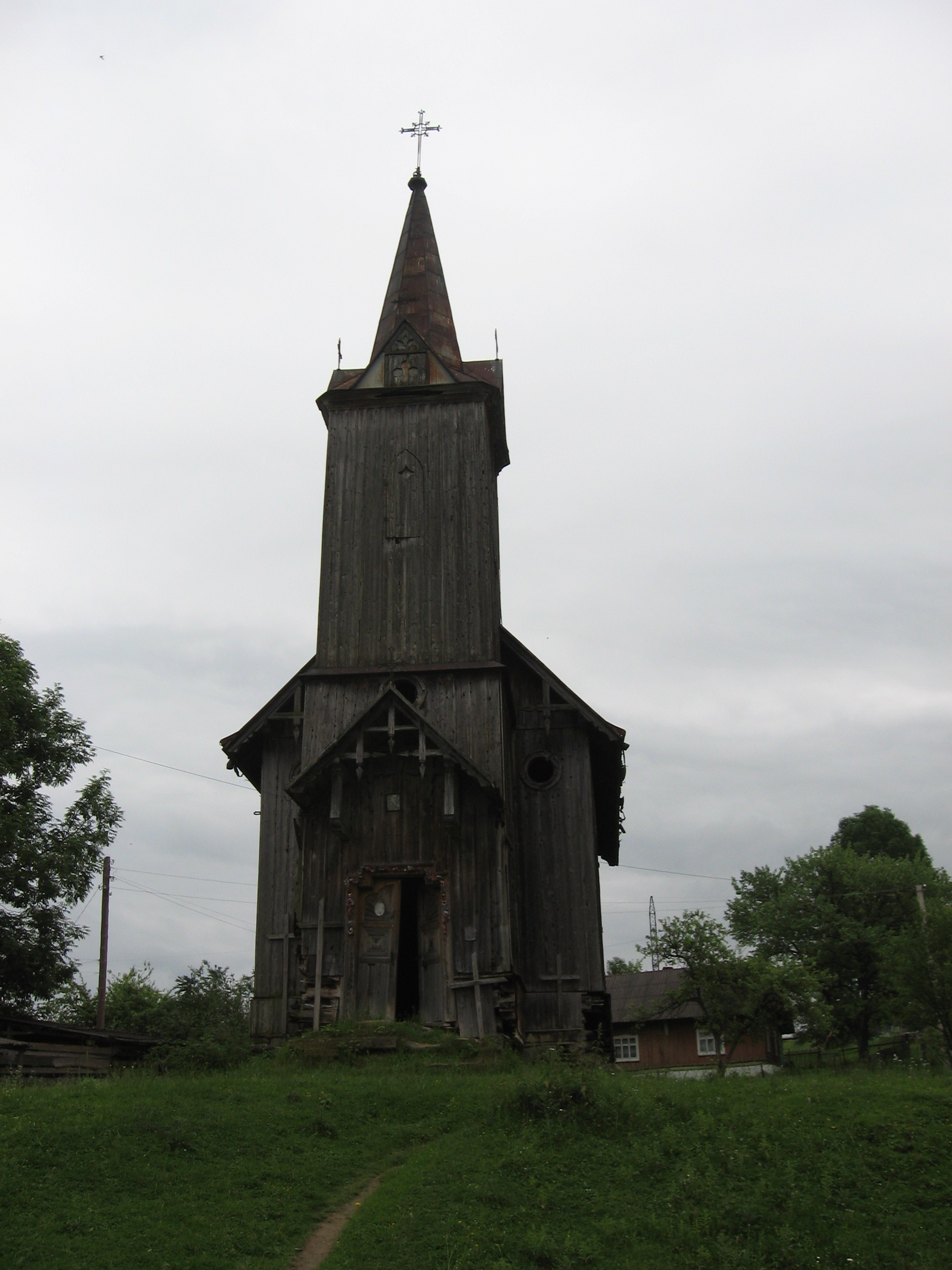
Село Розлуч, Костел св. Франциска Борджія, стан аварійний.
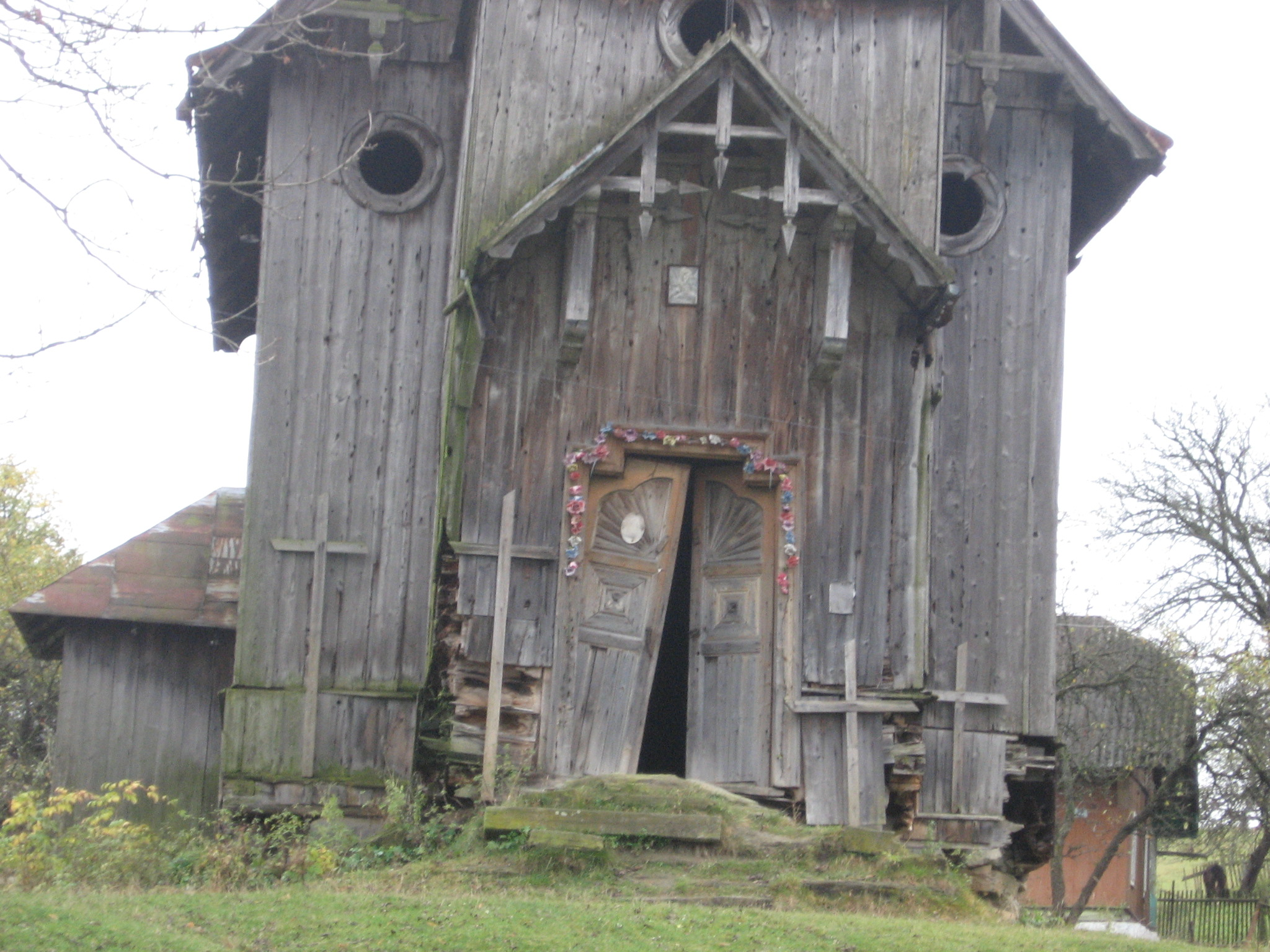
Портал костелу св. Франциска Борджія, Львівська обл., Турківський район).
Село Язлівчик, римо-католицька каплиця, Львівська обл., Бродівський район

### Польщі

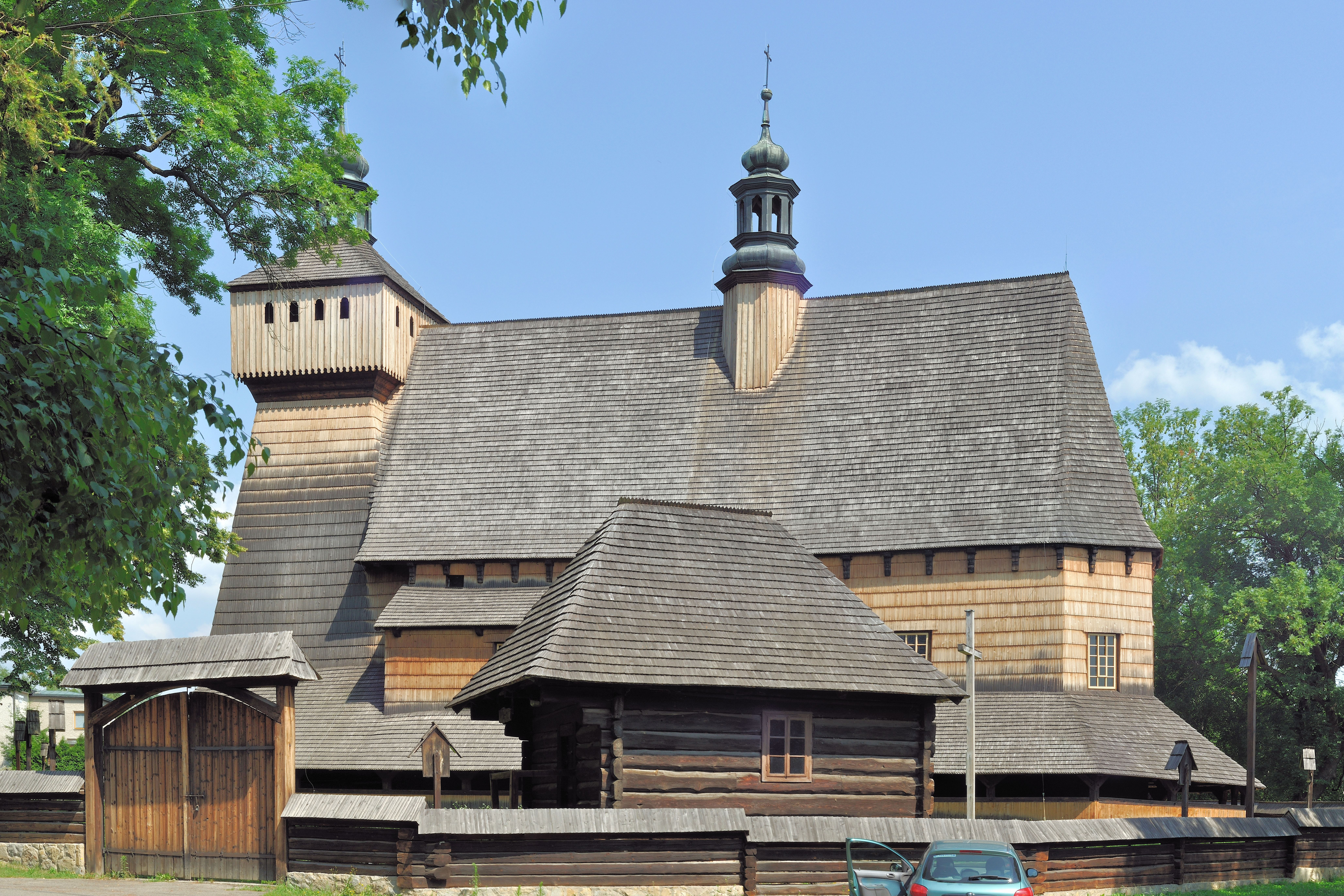
Костел, Гачів, 2013
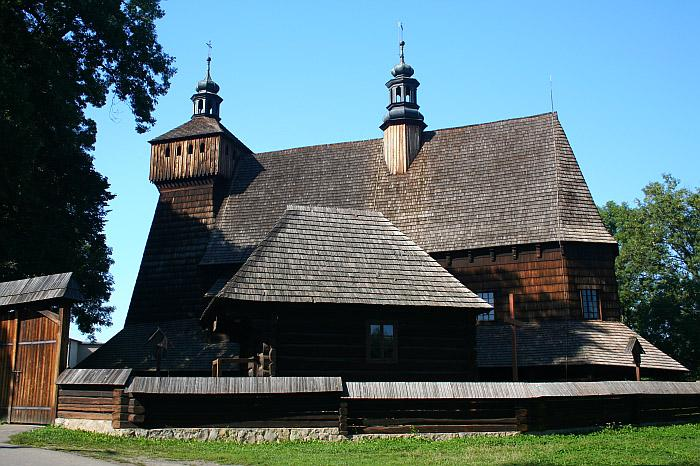
Костел, Гачів, до ремонту
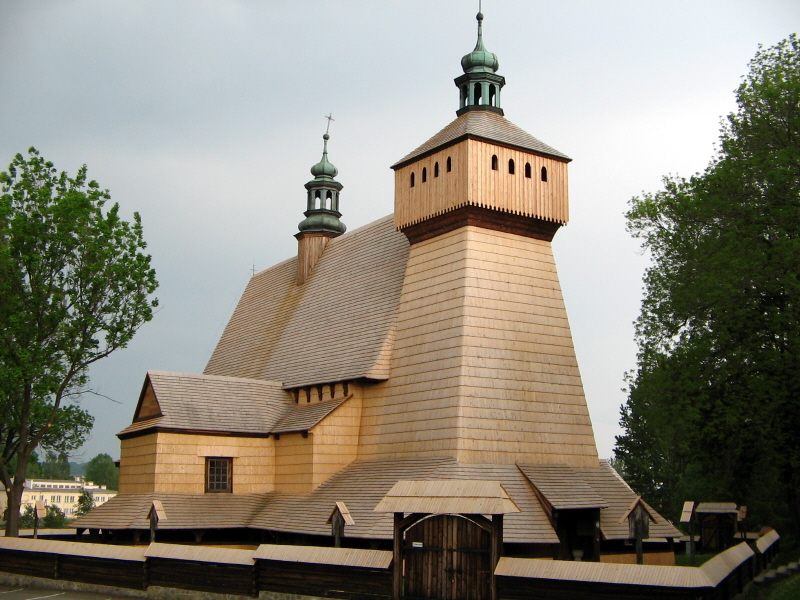
Костел, Гачів, після ремонту (ор. 2007)

## Архітектурні стилі костелів
Значне будівництво костелів впродовж декількох століть увібрало в себе і домінуючі архітектурні стилі доби. Існують костели доби готики, відродження, бароко, неоготики 19-20 століть, функціоналізму, модернізму.

## Неповний перелік костелів України за стилем

### Готика

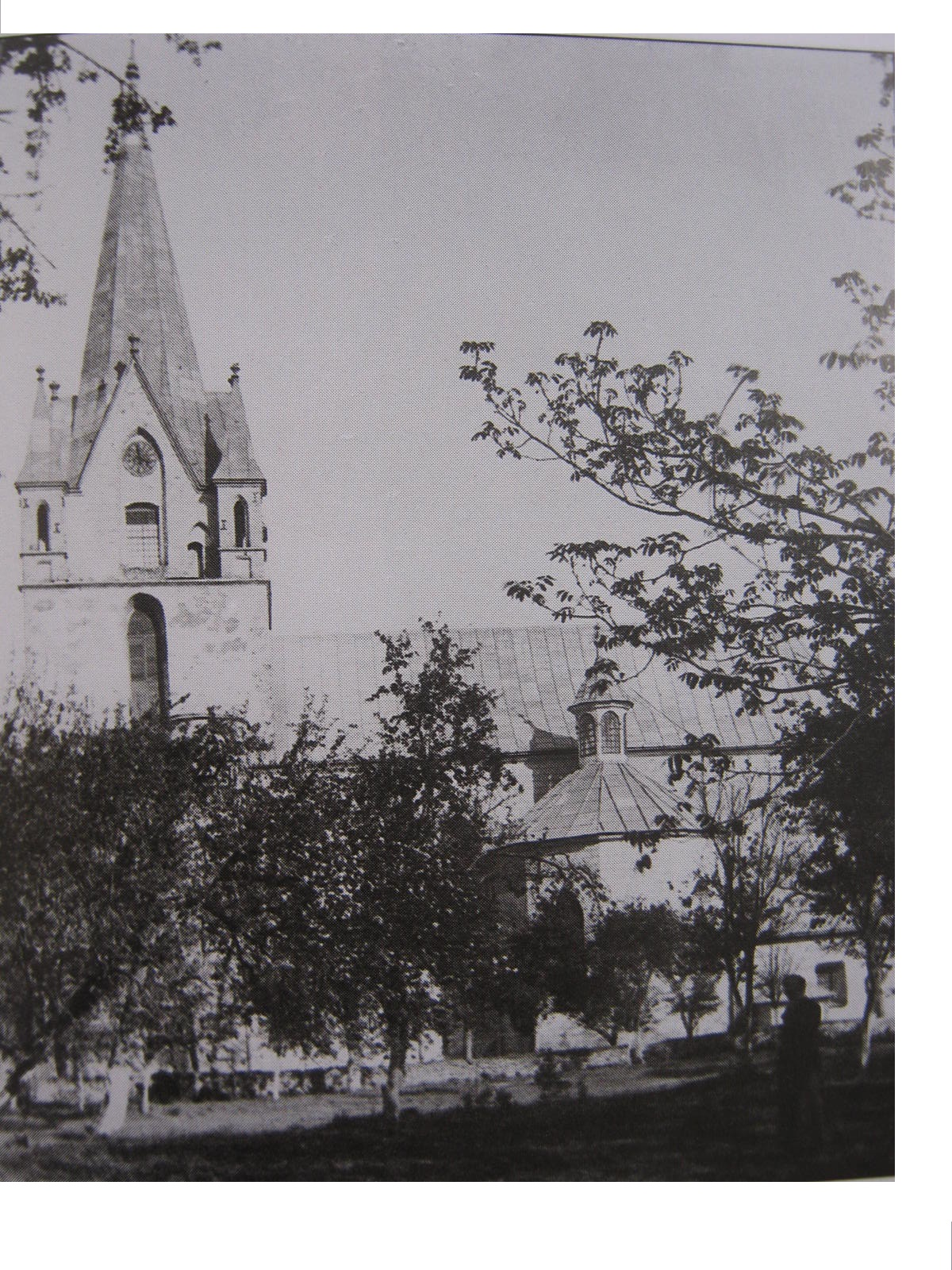
Костел, Золотий Потік

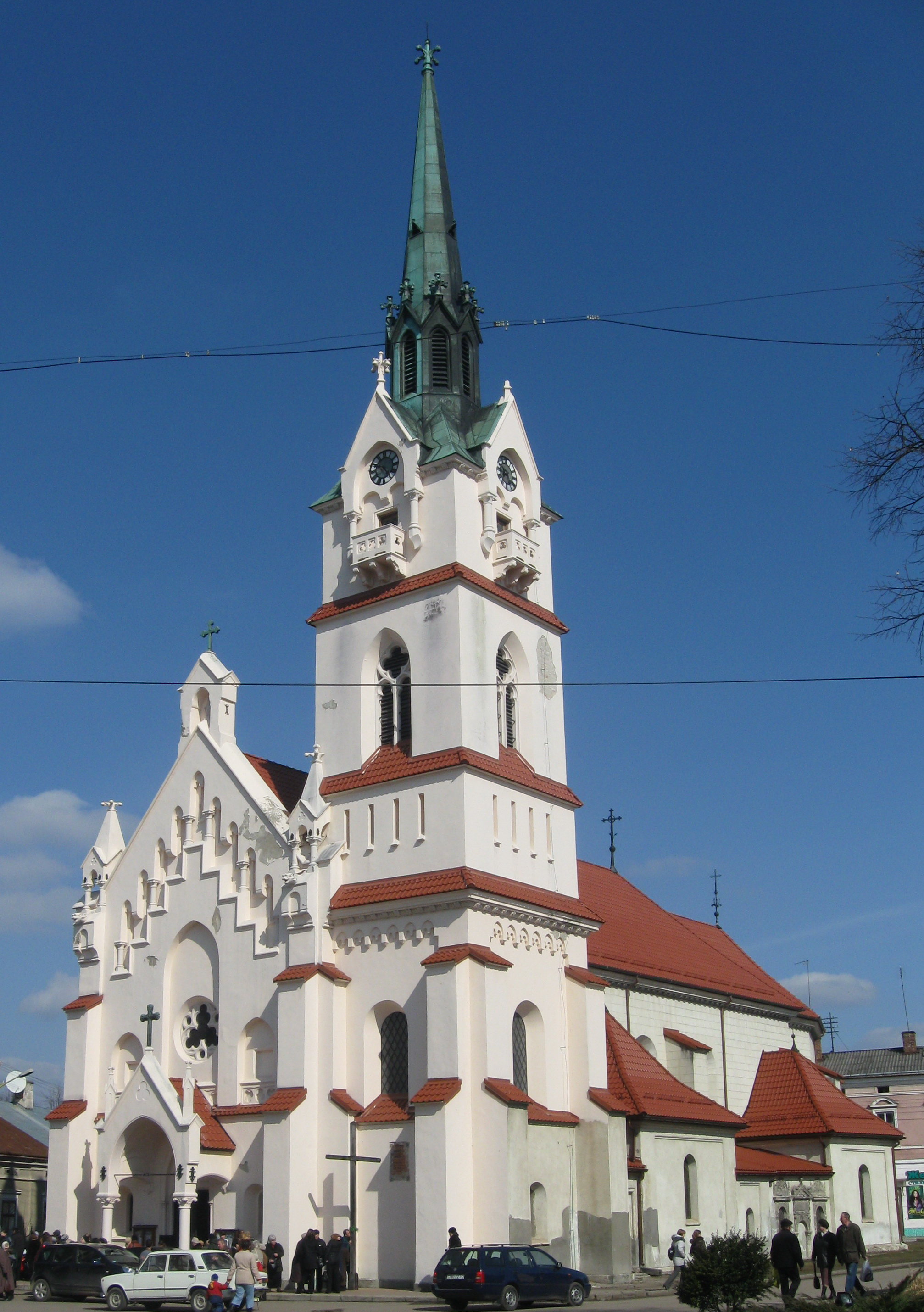
Костел, Стрий

- Львів, Львівський латинський катедральний собор
- Долина, Троїцький костел 1611—1634
- Золотий Потік, костел Різдва Найсвятішої Діви Марії і святого Щепана (1634 р.)
- Мукачево, каплиця Св. Мартина, збережена вівтарна частина розібраного у 1904 році готичного храму 15 ст.
- Ізяслав, готичний костел Св. Івана Хрестителя, суцільна руїна
- Дрогобич, Костел святого Варфоломія
- Скелівка (Старосамбірський район), Костел святого Мартина
- Самбір, костел Івана Хрестителя
- Стрий, Костел Різдва Пресвятої Богородиці, 15 ст., сильно постраждав від катастрофічної пожежі 1886 р. Відбудований у неоготичному стилі, отримав нову вежу. Тим не менше, значна частина стін власне храму є автентичною
- Нове Місто, костел св. Мартина
- Кам'янець-Подільський, костел Петра і Павла, готика, перебудови бароко
- Підгайці Тернопільська область, Костел Святої Трійці, в основі готичний 1463 р., перебудови 1643 р.
- Куликів (смт), Готичний костел св. Миколая, збудований у 1538 році
- с. Часлівці, костел Успіння Пресвятої Діви Марії (Українська Римо-католицька церква), XIV—XV ст.

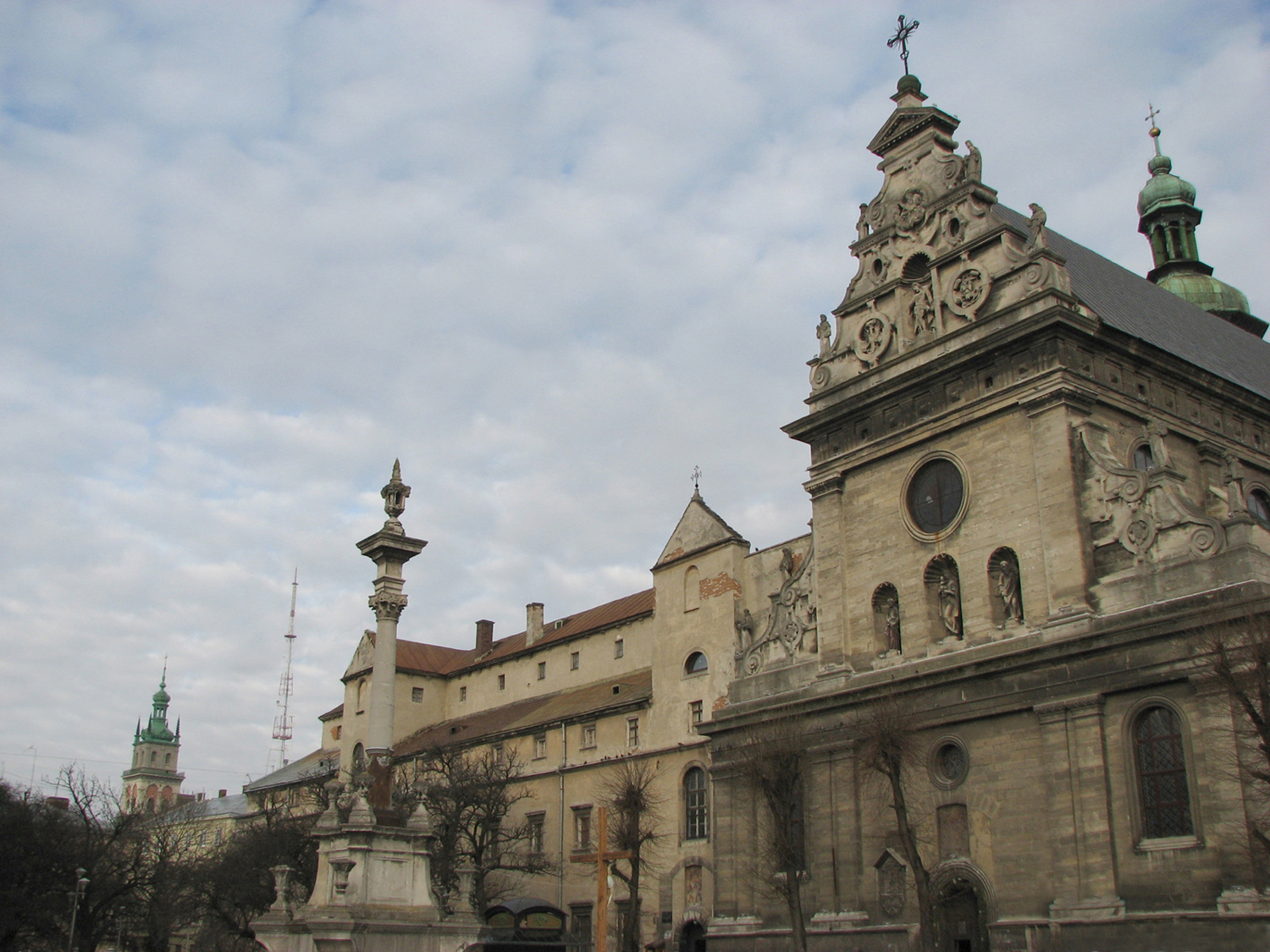
Львів, Комплекс монастиря та костелу Бернардинів

### Готика та Відродження
- Рогатин, Костел святого Миколая
- Чернелиця, (Івано-Франковська об) Домініканський костел, готична вівтарна частина, сам костел доби відродження в спрощених формах.
- Язловець, Костел Внебовзяття Пресвятої Діви Марії, 1590 р.

### Відродження+маньєризм
- Львів, Костел монастиря Бернардинів, арх. Павло Римлянин
- Львів, Костел кларисок, початок 17 ст, арх. Павло Римлянин(нині Музей Пінзеля).
- Львів, Перебудови костела і дзвіниці монастиря бенедиктинок, 1595 — початок 17 ст, арх. Павло Римлянин
- Бережани, (Тернопільська обл.), Троїцький костел замку, 1554 р. з унікальним для України ліпленням склепінь

### Романський стиль та Ренесанс
- Біще (Тернопільський район), Костел Внебовзяття Пресвятої Богородиці, відновлено дах, проводиться відновлення інтер'єру

### Бароко і рококо

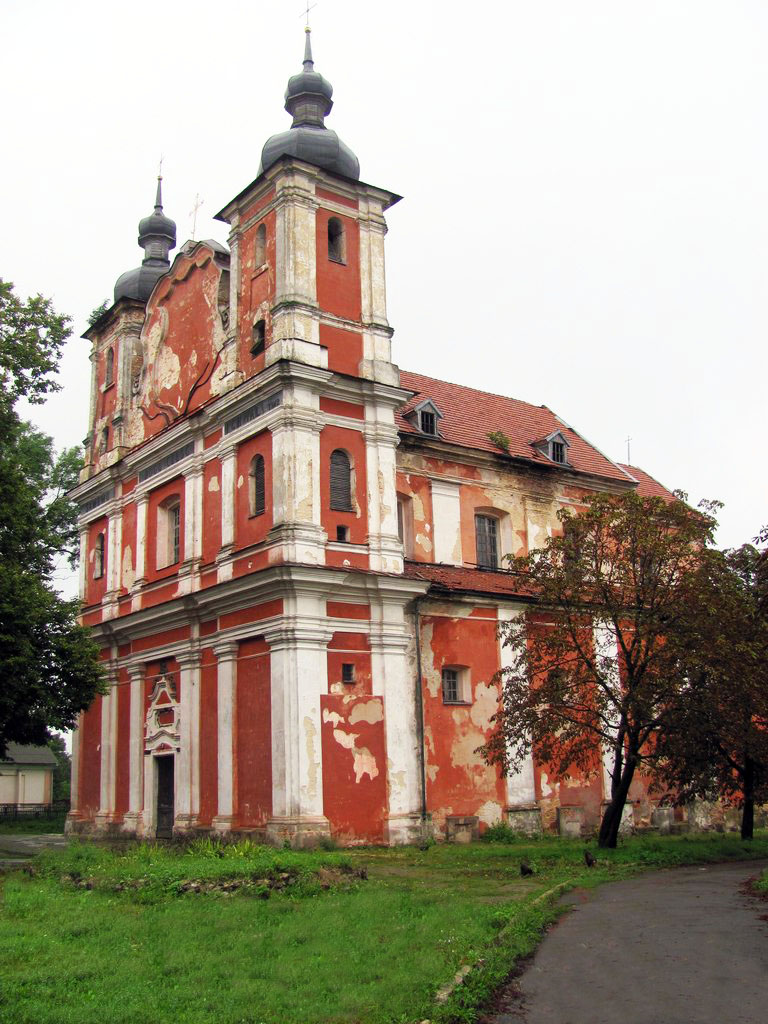
Дубровиця, костел піарів

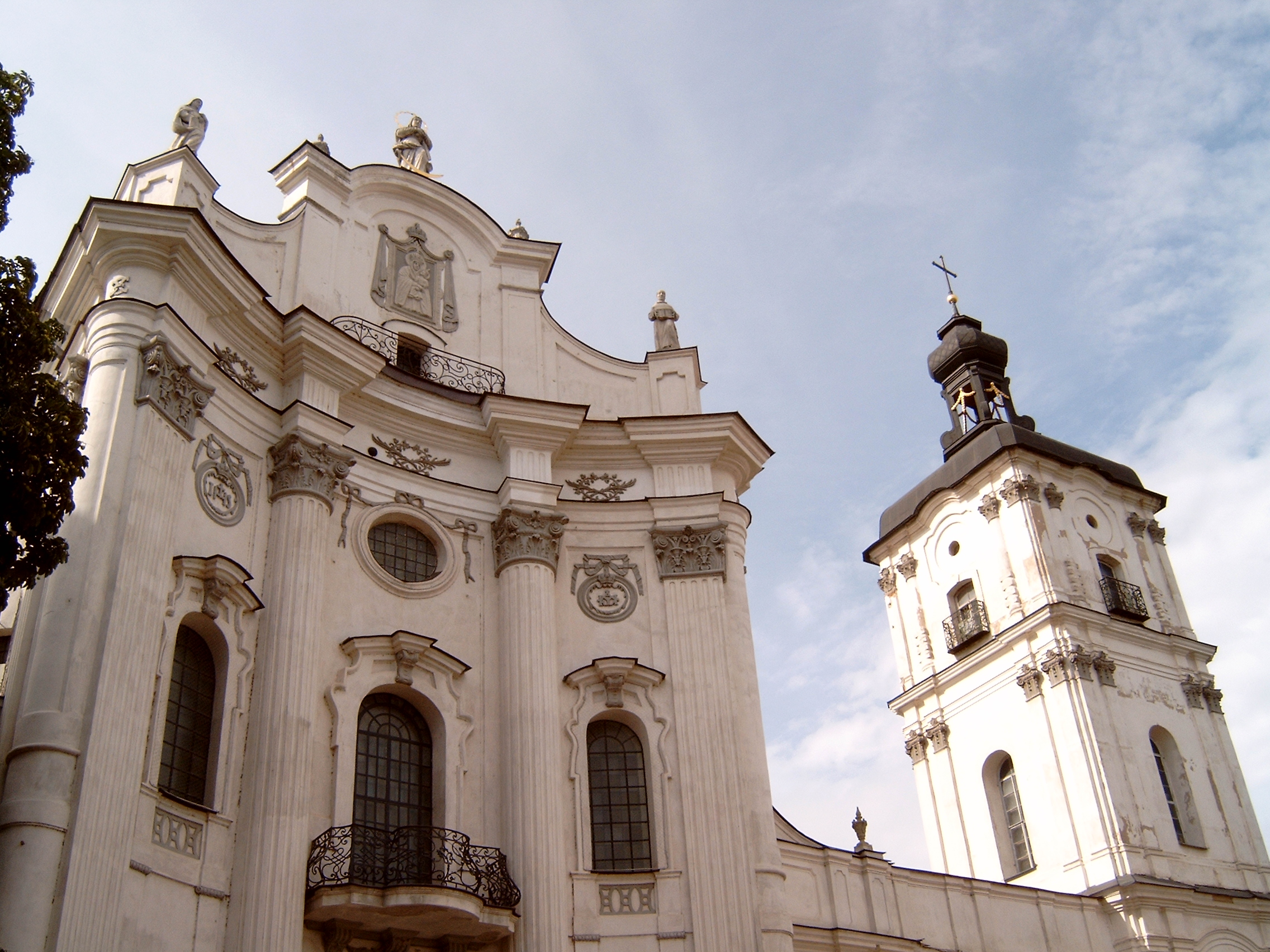
Бердичів, Костел монастиря босих кармелітів.

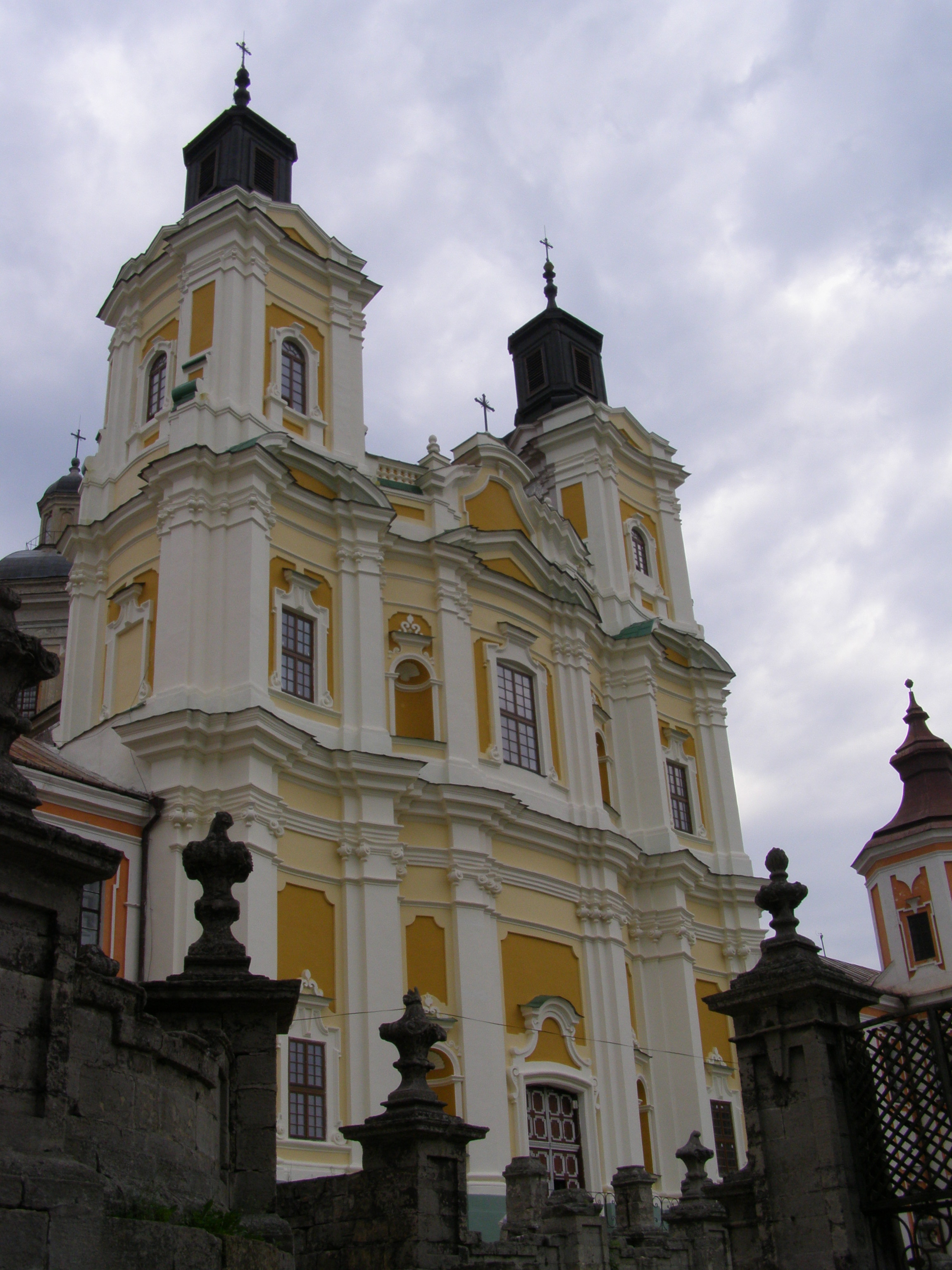
Костел Ігнатія Лойоли, м. Кременець

Костел Святого Йосипа та монастир отців Лазаритів, м. Ізяслав

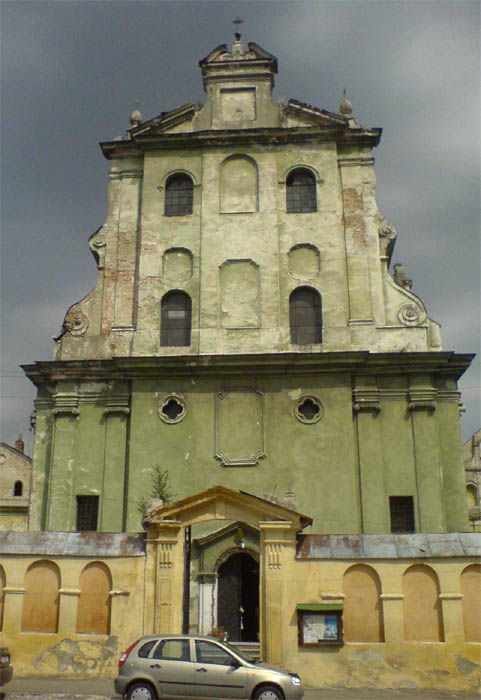
Жовква, костел домініканів

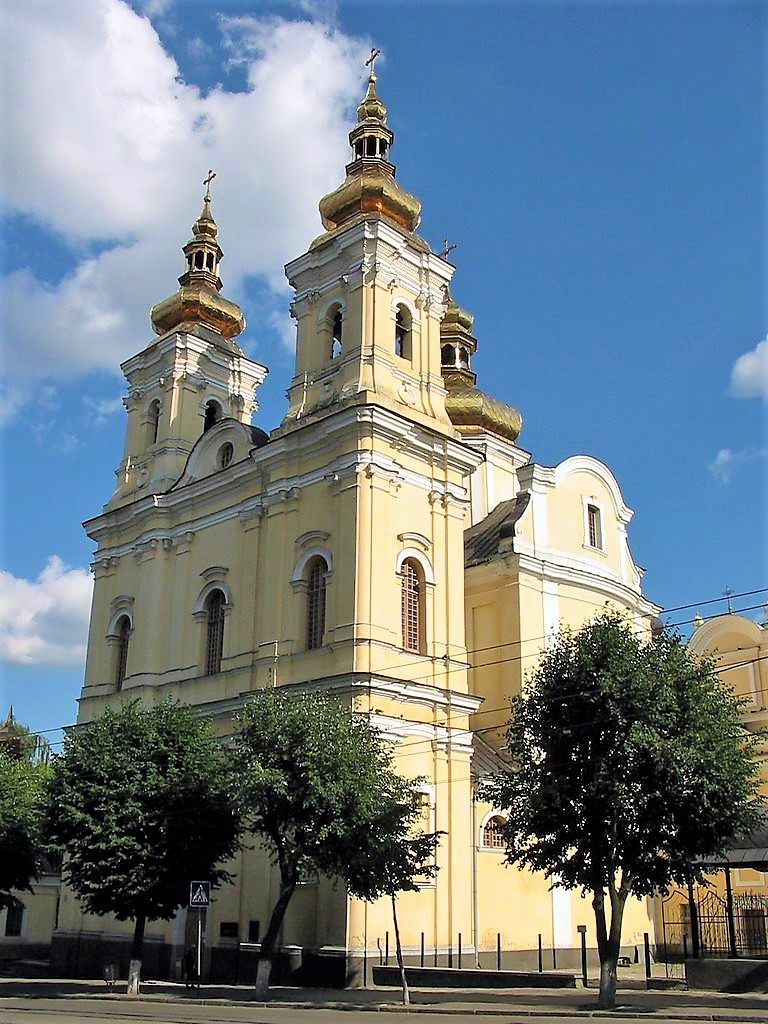
Вінниця. Колишній домініканський костел 18 ст. Архітектор Паоло Фонтана

- Богородчани, Івано-Франківська обл., костел Домініканського монастиря, 1742—1761
- Бар, Вінницька область, Петропавлівський костел монастиря сестер бенедиктинок, 1616—1787
- Бердичів, Житомирська область, костел монастиря босих кармелітів,
- Браїлів, Вінницька область, костел Св. Трійці, 1767—1778
- Володимир, костел Послання Апостолів, 1718—1755, арх. М. Радзімінський
- Володимир, костел Йоакима та Анни, 1752.
- Вінниця, костел єзуїтського монастиря, 1610—1617.
- Вінниця, костел монастиря домініканів, 1624—1760
- Гвіздець, Івано-Франківська область, костел монастиря бернардинів, 1723—1735 рр.
- село Годовиця, Всіхсвятський костел, арх. Бернард Меретин
- Городенка, костел Непорочного Зачаття Пречистої Діви Марії (Городенка), 1743, арх. Бернард Меретин
- Дубровиця, Рівненська область, Костел Св. Іоанна Хрестителя
- село Жданово, Вінницька область, костел Непорочного Зачаття Пресвятої Діви Марії, 1786—1791
- Житомир, Кафедральний костел, XVIII ст.
- Жовква, костел домініканів.
- Золочів,Вознесенський костел (Золочів), 1731—1763 рр.
- Ізяслав, костел Св. Йосипа, 1750—1760, арх.Паоло Фонтана
- Івано-Франківськ, Колегіальний костел, 1672—1703, арх. Франсуа Корассіні з міста Авіньйона
- Івано-Франківськ, Кафедральний костел, 1753—1763
- Кам'янець-Подільський, к-л Св. Миколая, 1737—1755, арх. Ян де Вітте
- Кам'янець-Подільський, Трінітарійський костел, 1750—1765,
- Кам'янець-Подільський, Францисканський костел, 1517—1672.
- Кременець, колегіум і костел Ігнасія Лойоли, 1731—1743, арх. П. Гіжицький
- Лопатин, Львівська область, костел Непорочного Зачаття Пречистої Діви Марії, 1772 р. перебудови в XIX т.
- Луцьк, костел бернардинців, 1752—1755, арх. П. Гіжицький, нині православний кафедральний собор Св. Трійці
- Луцьк, костел єзуїтів, 1606—1610, арх. Дж. Бріано, нині кафедральний костьол Св. Петра і Павла
- Львів, Домініканський (Миколаївський)костел, 1737, арх. Ян де Вітте
- Львів, Францисканський костел, 1708
- Львів, Костел монастиря кармелітів босих (нині церква Архангела Михаїла)
- Львів, костел Св. Мартина, 1736
- Львів, костел Місіонерів, 1630-ті рр.
- Львів, Стрітенський костел босих кармеліток(копія церкви Св. Сусани в Римі),1642–1644 рр., арх. Джоаванні Баттіста Джизлені.
- село Наварія, костел Вознесіння, арх. Бернард Меретин, в руйнівному стані
- село Новоукраїнка, костьол Святого Марка (Новоукраїнка), 1688—1693 рр., арх. Войцех Лєнартович
- Микулинці, костел Св. Трійці, 1761—1779, арх. А. Мошинський
- село Великі Межирічі, к-л Св. Антонія, 1702—1725 рр., арх. Войцех Ленартович, руйнується щороку, стоїть пусткою.
- Самбір, Львовська область, костел Св. Станіслава, 1709 р., арх. Я.-Й. Деламарс і П.Гіжицький
- Стрий, Львівська область, Санктуаріум Матері Божої Покровительки Людських Надій
- Старий Чорторийськ, Волинська область, костел домініканців, 1741, арх. П. Гіжицький
- Олесько, костел Св. Антонія, монастиря капуцинів, 1739, арх. Мартин Добравський
- Олика, Волинська область, Колегіальний костел Св. Трійці, 1635—1640, арх. Б. Моллі, Я. Маліверна
- Стара Котельня, Житомирська область, костел Св. Антонія
- Тернопіль, костел домініканів, 1749—1779, арх. П. Гіжицький, (А Мошинський[4][5])
- Угнів, костел Внебовзяття Пресвятої Діви Марії, 1695 р., арх. Ян Міхал Лінк, буд. Войцех Лєнартович
- Ужгород, костел Св. Юрія, 1762—1766
- Шептицький (Кристинопіль), костел Св. Духа, 1710-ті рр.

### Неокласицизм

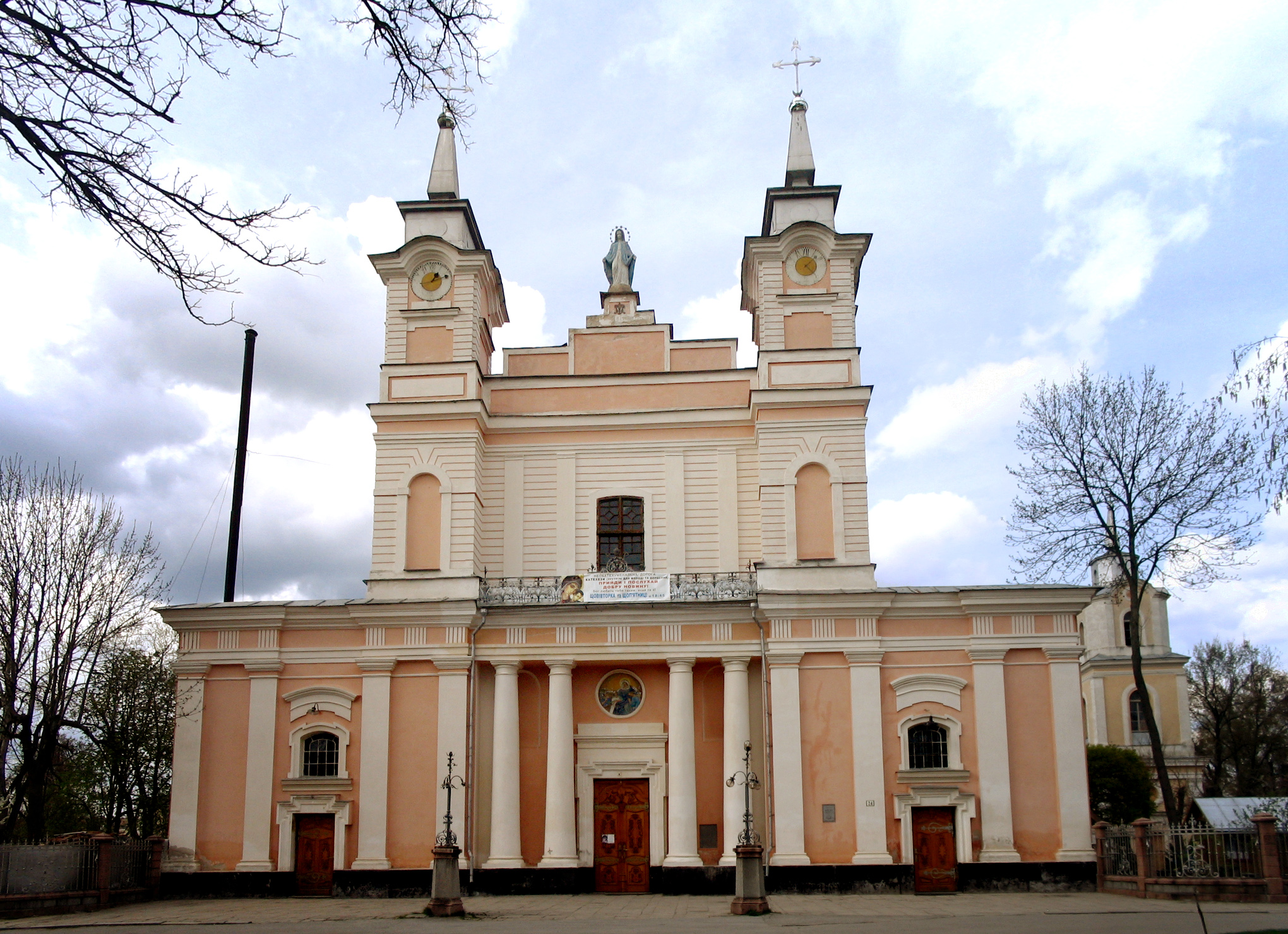
Житомир, костел Св.Софії
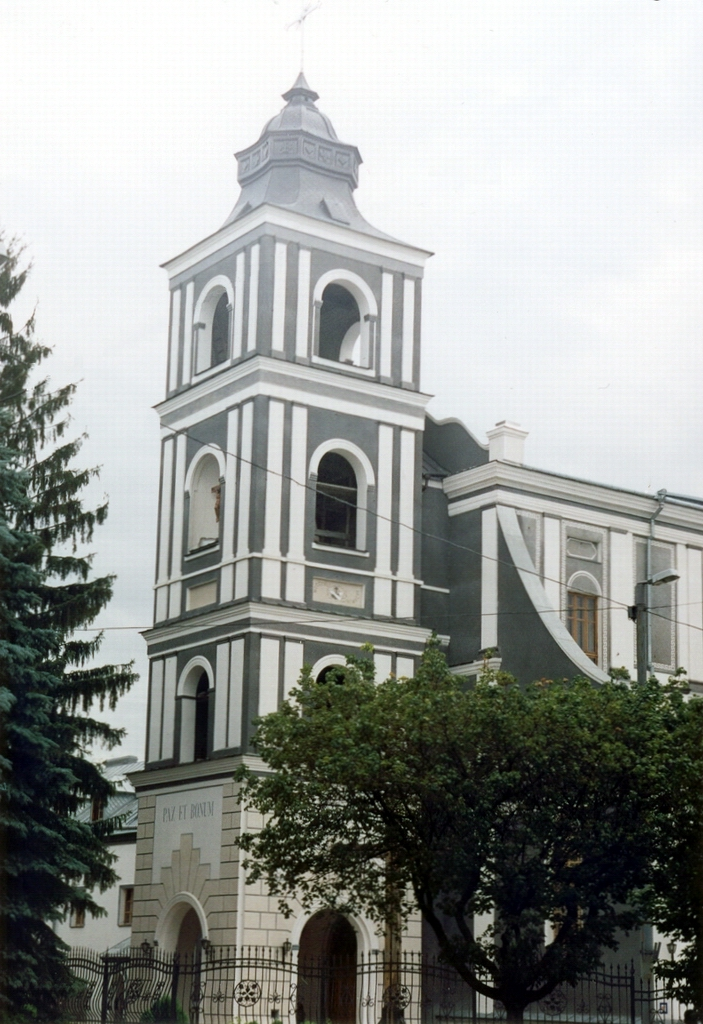
Житомир, Семінарський костел Св. Йоана з Дуклі
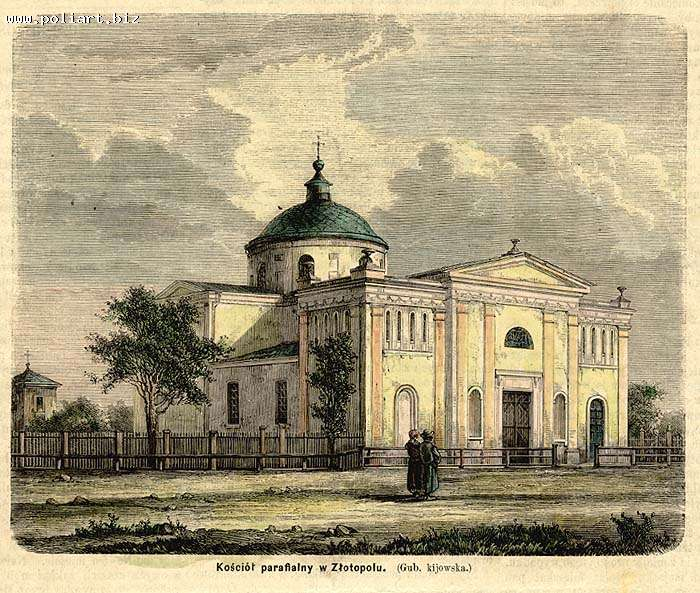
Костел Непорочного зачаття Діви Марії в Златополі

- Житомир, кафедральний костел Св. Софії, 1847 р.
- Київ, костел
- Житомир, Семінарський костел Св. Йоана з Дуклі, 19 ст.
- Долина, костел Різдва Діви Марії 1839 р.
- Златопіль (Новомиргород), Костел Непорочного зачаття Діви Марії

### Неоготика
- Бар, Костел святої Анни
- Дніпро, Костел святого Йосипа, 1877
- Ізмаїл, Костел Непорочного Зачаття Пресвятої Діви Марії (1 пол. 19 ст.)
- Кам'янське, Костел святого Миколая (1895—1897 рр)
- Київ, Миколаївський костел, (Церква святого Миколая (Київ)) 1899—1909 рр, арх. В. Городецький за проектом арх. С. В. Валовського
- Львів, костел св. Ельжбети, (Церква святих Ольги і Єлизавети, 1911
- Підволочиськ, Тернопільська область, Костел святої Софії (1907—1909). В 1965 році за рішенням радянської влади підірваний до 50-річчя жовтневого перевороту.
- Харків, Собор Успіння Пресвятої Діви Марії, 1892
- Чортків, Тернопільська область, Костел святого Станіслава,

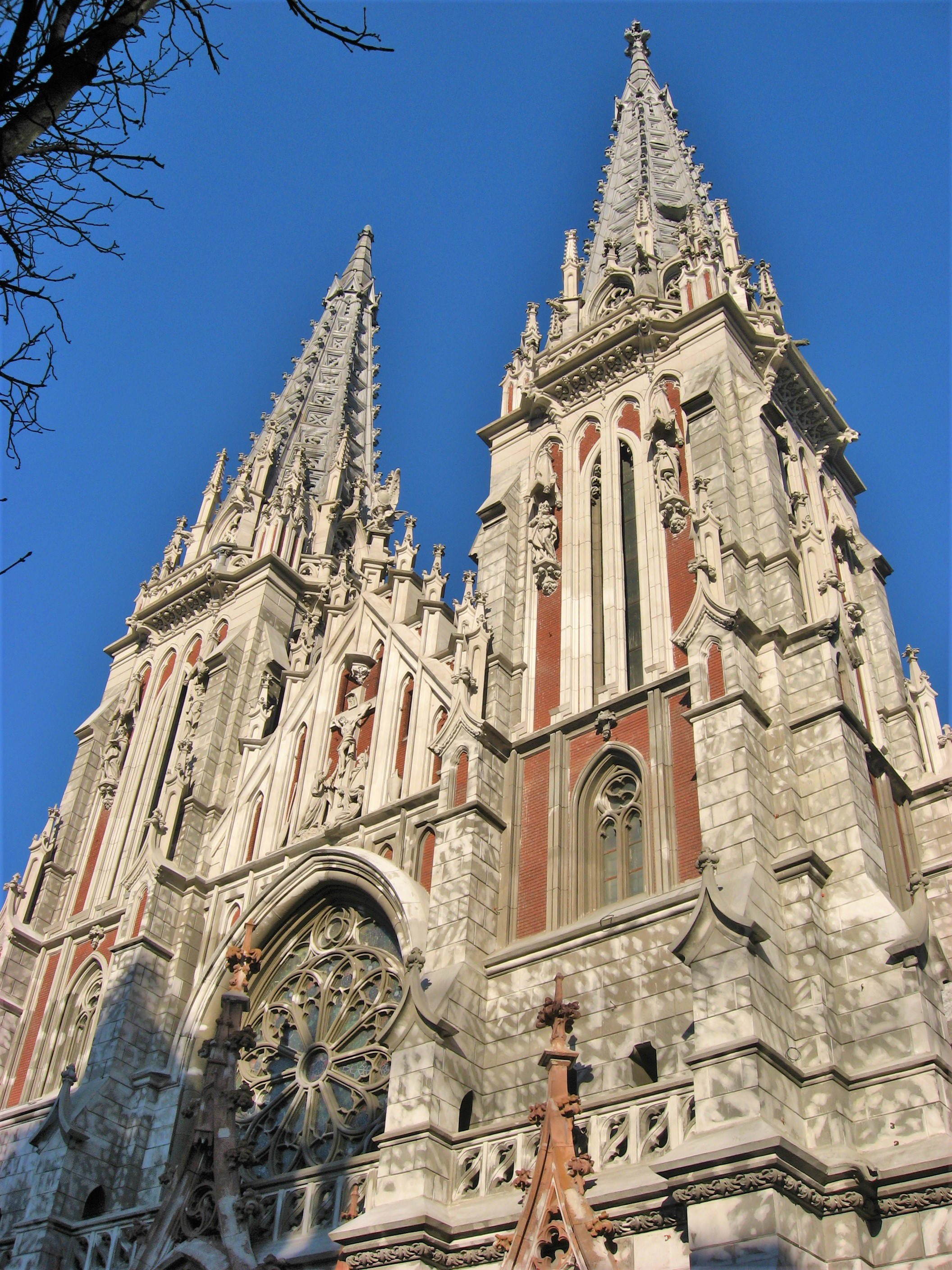
Костел Святого Миколая в Києві
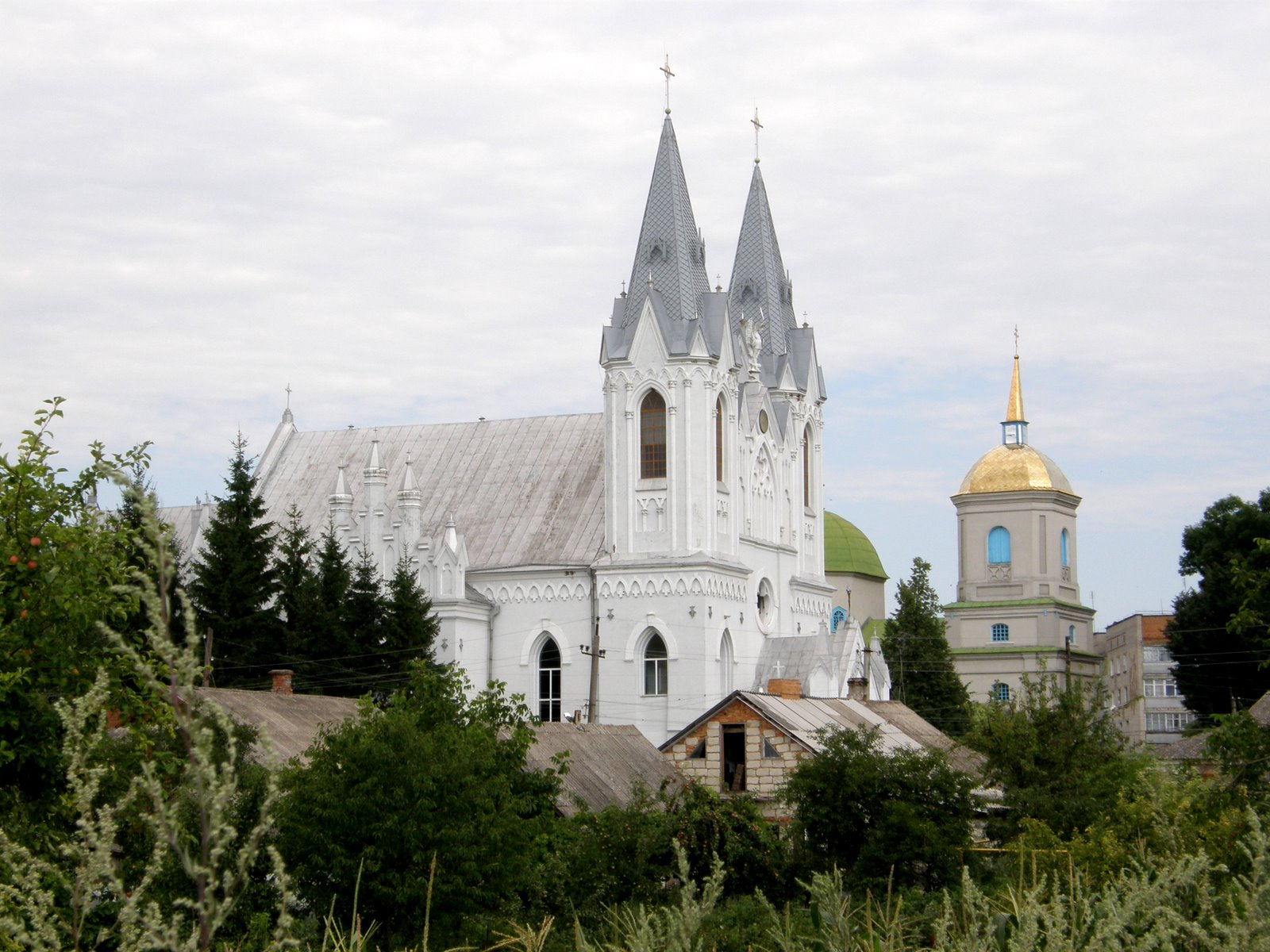
Костел св. Анни в місті Бар
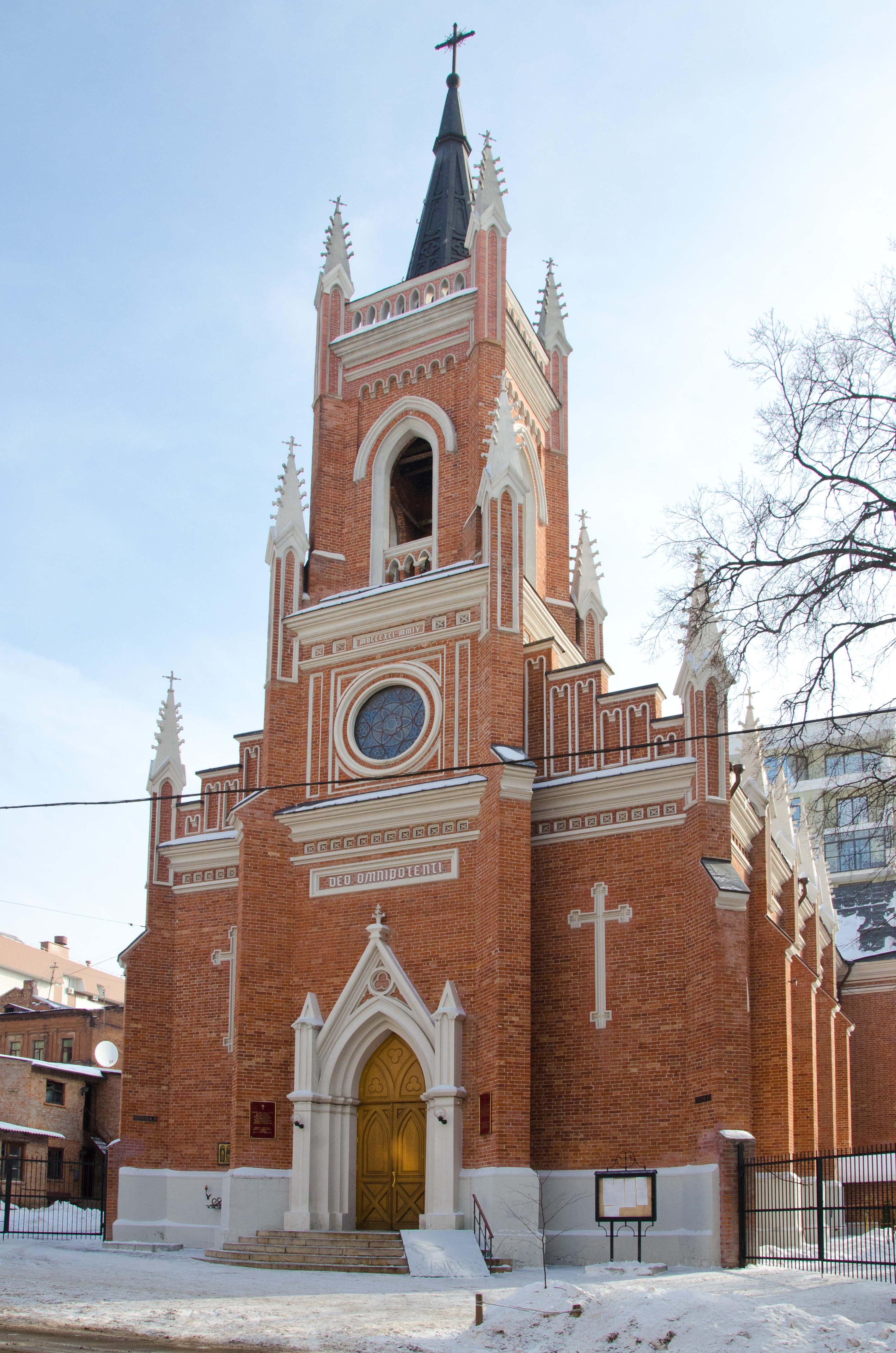
Собор Успіння Пресвятої Діви Марії в місті Харків
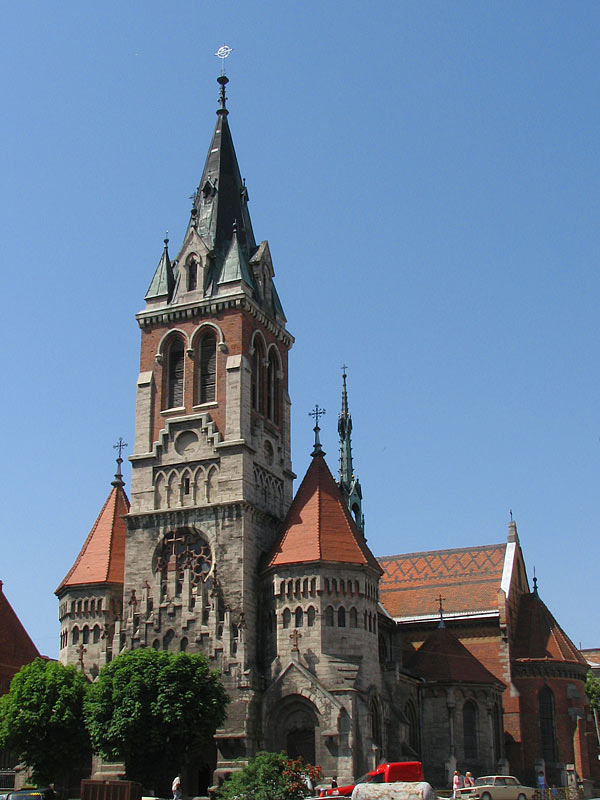
Костел св. Станіслава, м. Чортків